# Planta electrometalúrgica de Abinsk
 Lda. "Planta electrometalúrgica de Abinsk" - Empresa de metalurgia ferrosa, fabricante de produtos metalúrgicos na Rússia, localizado na cidade de Abinsk, região de Krasnodar.

## História
Em 2007, em Albinsk, foi lançada a pedra fundamental da futura fábrica. Em junho de 2010, foi lançada a seção de laminação de aço. Em 2011 foi iniciada a construção da segunda etapa – produção de aço elétrico, com capacidade de produção de 1,3 milhões de toneladas por ano. O projeto foi concluído com sucesso em 2013. Simultaneamente, em combinação com a oficina de fundição de aço elétrico, foi posto em funcionamento a oficina de cal. Em 2015, o complexo de produção ganhou maior autonomia graças ao lançamento de sua própria planta à base de oxigênio Em novembro de 2015, a seção de laminação produziu a primeira milionésima tonelada de aço.
Em maio de 2016, um segundo laminador foi colocado em operação. No mesmo ano, com a participação do chefe da administração do território de Krasnadar Kondratyev V.I., foi realizada uma cerimônia solene de lançamento da primeira pedra da quarta etapa da oficina de ferragens. A oficina foi posto em funcionamento 20 de março de 2019. Em 2016, foi criado um centro de treinamento, que recebeu uma licença estadual para realizar atividades educacionais para preparar os trabalhadores. Em agosto de 2018, 140.244 toneladas de peças contínuas foram produzidas na fundição de aço elétrico.

## Estrutura da companhia
A empresa é composta por cinco linhas de produção (aço, laminação, ferragens, oxigênio, cal) ligadas por uma única cadeia tecnológica. Também se incluem as oficinas de infra-estrutura e as unidades de gestão da atividade vital da planta. A planta de produção elétrica é capaz de produzir cerca de 1.500.000 toneladas de aço por ano. Atualmente, a oficina lança diferentes marcas de aço. 
A laminadora produz variedades de grandes a pequenas seções, também fio-máquina. As capacidades de produção permitem a emissão de cerca de 1.100.000 toneladas de metal laminado anualmente. A produção de ferragens na planta, está representada pela oficina de fio de aço. A produtividade da oficina é de 85.000 toneladas de fio por ano. A planta de oxigênio é capaz de produzir 110.000 toneladas de oxigênio líquido por ano. Além disso, a empresa produz argônio líquido (5.600 toneladas por ano) e nitrogênio (4.500 toneladas por ano).

## Exercício
Em 2018, a receita da "Planta Eletrometalúrgica de Abinsk" totalizou 29,39 bilhões de rublos. Como resultado, a empresa entrou no Top 10 das empresas industriais no Território de Krasnodar (terceiro lugar no ranking da RBC). 
No mesmo ano, a fábrica foi vencedora na nomeação "Exportadora do ano no campo da alta tecnologia. Grandes empresas", enviando produtos para o exterior por quase 20 bilhões de rublos. Em 2019, a “Usina Eletrometalúrgica de Abinsk” adquiriu a usina varietal Balakovo da Severstal, localizada na região de Saratov e especializada na produção de acessórios de construção, além de perfis metálicos UPN e L.